# Nicopolis (Epirus)
Nicopolis (Grieks: Νικόπολις, stad van de overwinning) was een stad in de oudheid in Epirus (Griekenland), gesticht in 31 v.Chr. door Octavianus na zijn overwinning op Marcus Antonius en Cleopatra VII in Actium. De bewoners van het gebied rond deze stad en de bewoners van Lefkada waren niet gelukkig met de bouw van de stad van de overwinning. Zij werden verplicht naar de stad te verhuizen en om te voorkomen dat zij terugkeerden naar hun oorspronkelijke woonplaats werd die met de grond gelijk gemaakt, zo zijn de resten van een van de steden, Kassope, die verwoest werden nog steeds te bezoeken.
Nog altijd worden er opgravingswerkzaamheden in Nicopolis uitgevoerd. Onder andere zijn in een terrein dat door boeren in gebruik was de resten van een Romeins huis (nummer 21 op de kaart) gevonden met mozaïekvloeren die in 2008 verder onderzocht en gerestaureerd zijn. Ook de mozaïekvloeren in de basilica zijn volledig gerestaureerd en er zijn bij de omgeving passende bouwwerken overheen geplaatst met voldoende lichtopeningen waardoor de vloeren goed tot hun recht komen. Bijzonder zijn de jachtafbeeldingen en de antieke weergave van het leven op aarde in de paradijselijke toestand.
Nikopolis (Grieks: Νικόπολις) is een dorpje in de deelgemeente (dimotiki enotita) Preveza van de fusiegemeente (dimos) Preveza, in de Griekse bestuurlijke regio (periferia) Epirus. De plaats telt 343 inwoners.